# Ugedej
Ugedej (ur. 1186, zm. 11 grudnia 1241) – trzeci syn Czyngis-chana, władca imperium mongolskiego od 1229.
Za życia ojca był jednym z dowódców armii mongolskiej, dowodził kampanią na terenie dzisiejszego Uzbekistanu i zdobył Urgencz. Został wybrany drugim Wielkim Chanem mongolskim na kurułtaju w 1229 roku. Został wyznaczony na to stanowisko przez ojca prawdopodobnie w 1219. Był kompromisowym kandydatem wobec kłótni dwóch starszych braci Dżocziego i Czagataja. Był niewątpliwie najbardziej zrównoważonym, rozumnym i inteligentnym ze wszystkich braci, choć daleko mu było do energii ojca. O jego skromności świadczy fakt, iż długo wzbraniał się przed przyjęciem godności wielkiego chana.
Władał państwem obejmującym m.in. Mongolię i północne Chiny. Założył stolicę w Karakorum, ściągając z całego imperium rzemieślników i artystów. Stała siedziba umożliwiła wielkiemu chanowi stworzenie odpowiedniej kancelarii państwowej, w której mieściły się biura obsługiwane przez ludzi władających najważniejszymi wówczas językami i pismami: chińskim, tybetańskim, perskim i ujgurskim. Zorganizowanie administracji państwowej zapewniło ludności poszanowanie prawa, spokój i bezpieczeństwo. Opierał się na licznych doradcach, z których najważniejszym był chiński minister na dworze chana – Yelü Chucai. Wielką zasługą Ugedeja było stworzenie na głównych szlakach komunikacyjnych imperium systemu regularnej służby kuriersko-pocztowej ze stacjami wymiany koni i obsługi oraz rozległy system pomocy dla ubogich poddanych. Przeprowadził wielki program budowy studni na obszarach stepowych i półpustynnych, co stało się błogosławieństwem dla wielu okolic. Przypuszczalnie za jego rządów powstała większa część pierwszej mongolskiej kroniki historycznej „Tajna historia Mongołów”.
Ugedej nie zajmował się jedynie sprawami wewnętrznymi. Za jego panowania Mongołowie podbili w 1234 cesarstwo Jin Dżurdżenów oraz Iran. Zorganizowali wielką wyprawę na Zachód, która dała początek wieloletniej kampanii wojennej w Europie. Efektem było podbicie i podporządkowanie prawie całej Rusi, a także atak na Polskę (bitwa pod Legnicą) i Królestwo Węgier w 1241 roku. Kampanię przerwała niespodziewana śmierć w Karakorum wielkiego chana w momencie, gdy czołówki mongolskich zwiadowców podchodziły już pod Wiedeń.